# آبراهه گور گنجو
آبراهه گور گنجو اثری تاریخی مربوط به سده‌های میانه دوران‌های تاریخی پس از اسلام است و در شهرستان دنا، بخش پاتاوه، دهستان پاتاوه، روستای گورگنجو واقع شده و این اثر در تاریخ ۱۸ اسفند ۱۳۸۷ با شمارهٔ ثبت ۲۵۳۷۲ به‌عنوان یکی از آثار ملی ایران به ثبت رسیده‌است.